# Тарасовский сельский округ (Московская область)
Тарасовский сельский округ — упразднённая административно-территориальная единица, существовавшая на территории Пушкинского района Московской области в 1994—2006 годах.
Тарасовский сельсовет был образован в первые годы советской власти. По данным 1924 года он входил в состав Пролетарской волости Московского уезда Московской губернии.
В 1926 году Тарасовский с/с включал деревню Тарасовка, дом отдыха имени Калинина, санаторий имени Пирогова, посёлки Лесные Поляны и Тарасовка, а также хутор Удельный Лес.
В 1929 году Тарасовский сельсовет вошёл в состав Мытищинского района Московского округа Московской области.
28 июля 1960 года Тарасовский с/с был передан в новый Калининградский район.
24 апреля 1962 года Калининградский район был преобразован в Пушкинский район.
31 июля 1962 года из Тарасовского с/с в административное подчинение рабочему посёлку Первомайский были переданы посёлок Болшевского комбикормового завода, центральная усадьба совхоза «Лесные Поляны», посёлки газопровода и детского дома № 12.
1 февраля 1963 года Пушкинский район был упразднён и Тарасовский с/с вошёл в Мытищинский сельский район. 11 января 1965 года Тарасовский с/с был возвращён в восстановленный Пушкинский район.
19 мая 1993 года в Тарасовском с/с посёлок Романовский и жилой посёлок «Сельхозтехники» были объединены в посёлок Челюскинский.
2 июня 1993 года в Тарасовском с/с Поселок санатория имени Калинина был включён в черту села Тарасовка.
3 февраля 1994 года Тарасовский с/с был преобразован в Тарасовский сельский округ.
26 апреля 1995 года в Тарасовском с/о посёлок имени Калинина был включён в черту села Тарасовка.
24 мая 2003 года в Тарасовском с/о посёлок Любимовка был включён в черту села Тарасовка.
В ходе муниципальной реформы 2004—2005 годов Тарасовский сельский округ прекратил своё существование как муниципальная единица. При этом все его населённые пункты были переданы в сельское поселение Тарасовское.
29 ноября 2006 года Тарасовский сельский округ исключён из учётных данных административно-территориальных и территориальных единиц Московской области.